# لپیدوپلورینا
لپیدوپلورینا (نام علمی: Lepidopleurina) نام یک زیرراسته از رده گهواره دریایی است.